# Zaleplona
A zaleplona é um fármaco hipnótico da classe dos não benzodiazepínicos indicado no tratamento a curto prazo de insônias de diferentes tipos.